# Thỏ ngọc

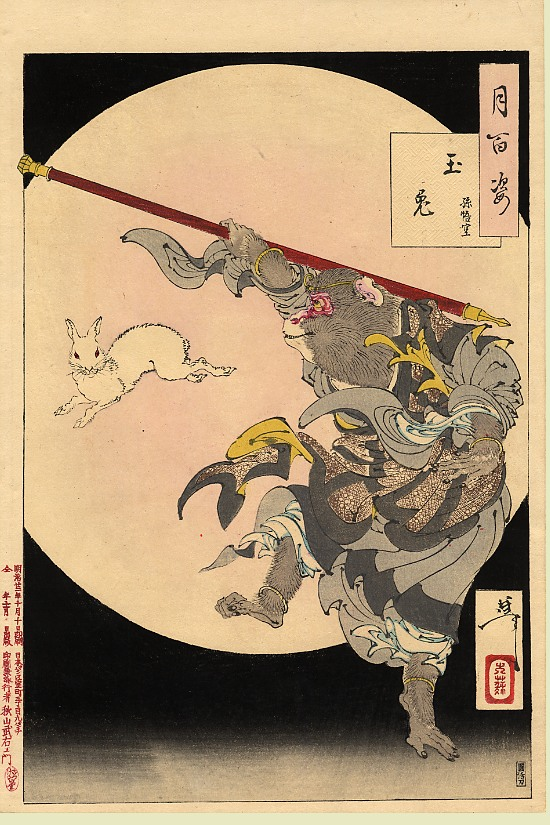
Thỏ Ngọc và Tôn Ngộ Không

Thỏ ngọc (tiếng Hán: 玉兔; Hán-Việt: Ngọc Thố) là một con thỏ huyền thoại trong văn hóa dân gian ở một số nước châu Á và châu Mỹ, chúng thường được hư cấu là con vật ở trên cung trăng (một số nước thì hư cấu chúng ở chung với chị Hằng Nga) và thường làm nhiệm vụ giã thuốc. Trong văn hóa của các nước Đông Á, Thỏ Ngọc là một loài vật huyền thoại sống trên cung trăng, chỉ xuất hiện vào ngày rằm tháng tám.

## Truyền thuyết
Tại Trung Quốc, truyền thuyết về loài Thỏ Ngọc bắt nguồn từ thời kỳ Chiến quốc. Theo đó, Thỏ Ngọc là người bạn luôn đồng hành bên nàng Hằng Nga và thường dùng cái chày để giã thuốc trường sinh và trông coi cung trăng. Truyền thuyết này cũng phổ biến tại Nhật Bản và Triều Tiên. Tuy nhiên, phiên bản Thỏ Ngọc lại giã gạo làm bánh chứ không giã thuốc trường sinh. Cùng với truyền thuyết về Thỏ Ngọc, xuất hiện quan niệm rằng hàng năm, mọi người trên thế gian có thể nhìn thấy Thỏ Ngọc trong ngày trăng tròn và sáng nhất năm, ngày Rằm tháng Tám Âm lịch. Ở Việt Nam, thỏ không phải là loài vật quen thuộc và hình tượng con thỏ trong 12 con giáp cũng được thay thế bằng con mèo, hình tượng Thỏ Ngọc không có sức ảnh hưởng quá lớn trong văn hóa Việt.
Bên cạnh truyền thuyết kể trên, còn một truyền thuyết khác cũng được lan truyền với nhiều di bản. Dị bản đầu tiên là một câu chuyện có 3 vị thần tiên đã hóa thành những ông lão tội nghiệp đi lang thang để xin thức ăn của ba con vật là cáo, khỉ, thỏ. hai con cáo và khỉ thì có đủ thức ăn để cứu giúp, chỉ riêng một mình thỏ là không có gì trong tay. Vì thế, thỏ đã tự nhảy vào đống lửa ngay bên cạnh mình, tự nướng mình để làm thức ăn cho ba ông lão. Các vị thần này đã vô cùng cảm động trước tinh thần của thỏ nên đã đưa thỏ lên cung trăng, làm bạn với Hằng Nga và từ đó thỏ có tên là Thỏ Ngọc.
Một dị bản khác cho biết, từ thời xa xưa, có một cập thỏ tu luyện ngàn năm nên đã đắc đạo và trở thành thần tiên. Chúng có một đàn thỏ con đáng yêu. Một hôm khi Ngọc Hoàng Đại Đế triệu kiến thỏ chồng lên thiên cung thì khi đi đến Nam Thiên Môn thỏ tiên nhìn thấy Thái Bạch Kim Tinh đang áp giải Hằng Nga đi trị tội vì nàng giải cứu bách tính mà vô tình lại chuộc tội nên thỏ tiên lấy làm thương tiếc vô cùng và rất tỏ ra đồng cảm. Sau khi nghĩ đến Hằng Nga một mình bị nhốt ở chốn cung trăng, nỗi cô đơn đau khổ kia nếu có một người bầu bạn thì thật tốt cho nàng, đột nhiên thỏ tiên nghĩ đến bốn đứa con của mình. Thỏ tiên lập tức trở về nhà.Sau khi trở về nhà thì thỏ chồng đem hết câu chuyện của Hằng Nga kể cho thỏ vợ nghe. Sau khi quyết định thì thỏ chồng muốn 1 trong 4 đứa con của mình sẽ bầu bạn với Hằng Nga ở trên cung trăng.